# Dardanus megistos
Espèce
Le Bernard-l'ermite à points blancs ou Pagure pointillé (Dardanus megistos) est une espèce de crustacés décapodes tropicale de la famille des Diogenidae.

## Description
C'est un assez gros bernard-l'ermite (jusqu'à 25 cm), de couleur rouge vif avec de petits ocelles blancs. Son corps est recouvert de poils drus de couleur rouge sombre, et ses longues antennes sont blanches. Sa pince gauche est surdimensionnée par rapport à la droite.

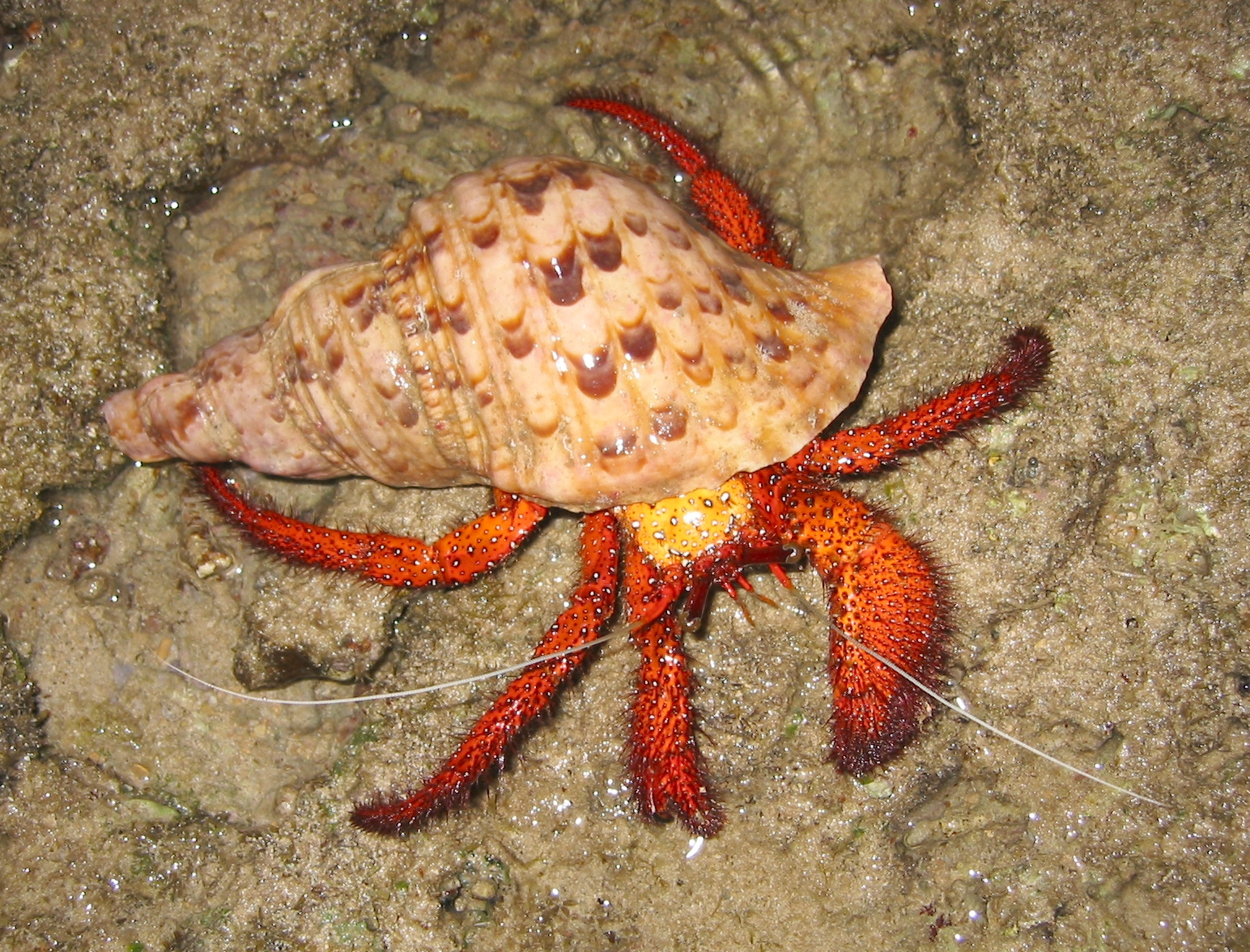
In vivo
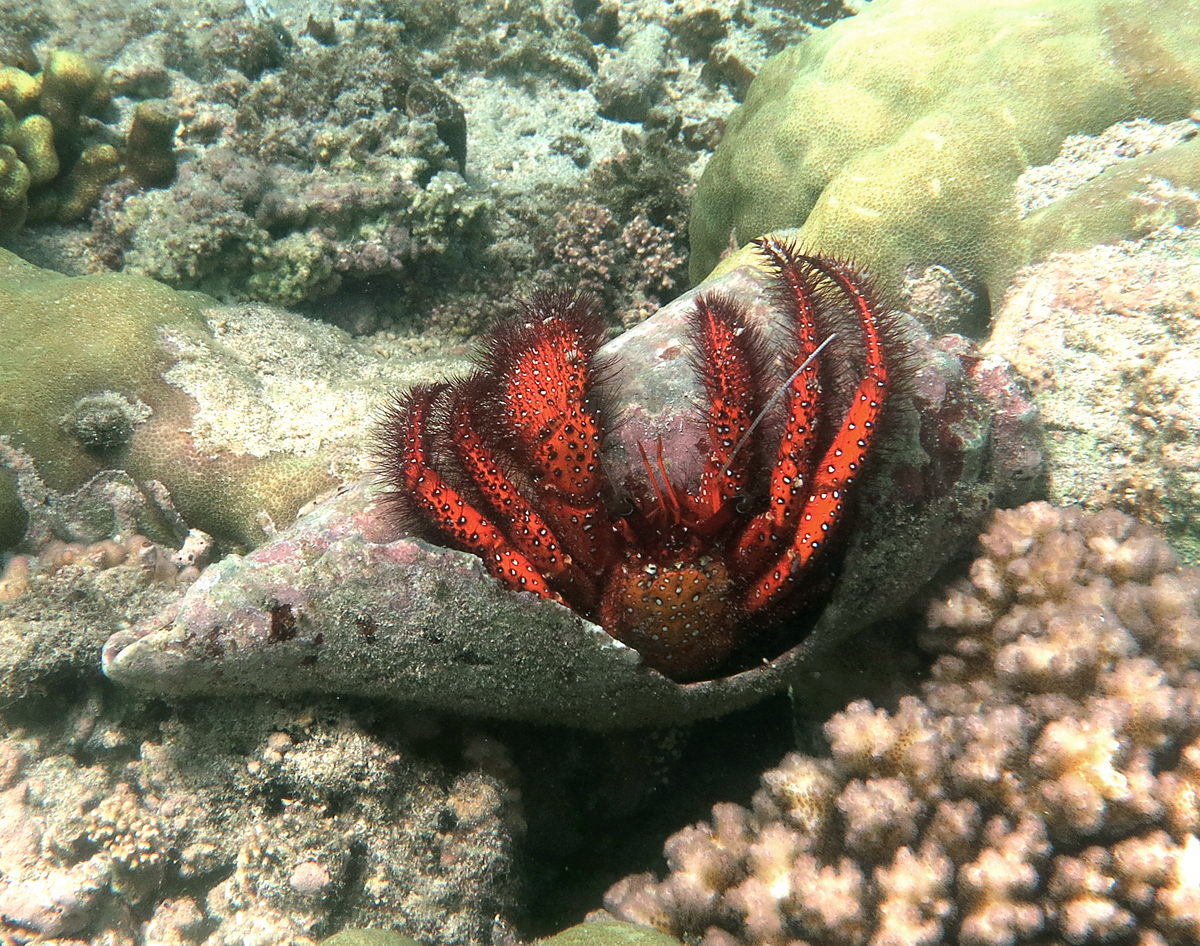
A La Réunion.

## Habitat et répartition
On trouve ce pagure dans les lagons coralliens de l'Indo-Pacifique, de la surface à 25 m de fond.